# Tony Johansson
Johan Tony Johansson, född 9 januari 1978 i Ängelholm, är en svensk ekonomihistoriker och författare. Han är bror till politikern Morgan Johansson.
Johansson är doktor i ekonomisk historia vid Lunds universitet med doktorsavhandlingen Sverige och den västeuropeiska arbetslösheten 1970–1990.

## Karriär
Innan studierna i Lund har han varit krönikör i Skånska Dagbladet samt ledarskribent i Västerbottens Folkblad och Piteå-Tidningen. Han har varit ordförande för SSU:s Skånedistrikt och var kanslichef för Socialdemokrater mot EMU inför folkomröstningen om euron 2003.
År 2014 debuterade han som skönlitterär författare med kriminalromanen Den tredje passageraren. Han har även översatts och givits ut i Finland och Danmark.

### Inlägg i samhällsdebatten
År 2025 skrev han rapporten Vinsten med invandring för den fackliga tankesmedjan Katalys. Rapporten har väckt intresse i media men också diskuterats i flera  podcasts såsom Starta pressarna och Ledarredaktionen. Slutsatsen enligt Johansson är att invandringen utgör en ekonomisk vinst för Sverige genom förbättrad försörjningskvot, stärkt kompetensförsörjning i offentlig sektor och ökad produktivitetstillväxt. Rapporten möttes av kritik från andra debattörer och politiska motståndare, bland annat med motargumenten att Johanssons rapport inte skilt mellan flyktinginvandring och arbetskraftsinvandring och att flera kostnader inte tagits med i beräkningarna, exempelvis ökad belastning på skolan och rättssystemet och den högre arbetslösheten bland utrikes födda.